# Власова, Ольга Александровна (литературовед)
Ольга Александровна Власова (20 декабря 1958, Москва — 24 января 2020, Москва) — советский и российский литературовед, востоковед, африканист и переводчик. Основатель и член редколлегии научно-практического журнала «Аутизм и нарушения развития».

## Биография и личная жизнь
Ольга Александровна Власова известна как советский и российский литературовед, востоковед, африканист, переводчик арабской литературы. Консультант Иностранной комиссии Союза писателей СССР по литературам Северной Африки (1981—1992), старший научный сотрудник Отдела литератур стран Азии и Африки ИМЛИ РАН (1996—2008). Член Союза писателей России с 1999 года.
Ольга — единственная дочь в семье таксиста Александра Матвеевича Власова (1924—2004) и начальника сырьевого цеха Останкинского мясокомбината Раисы Григорьевны Власовой (в девич. Гришуниной, род. 1932). Несмотря на обыденную профессию, отец был известным в Москве мастером своего дела, о нём был опубликован очерк в газете «Правда» под названием «Баллада о таксисте».
Ольга Власова была замужем за поэтом Иваном Ждановым. У них двое детей — дочь София, работает педагогом в школе для детей, страдающих аутизмом; сын Фёдор — инвалид, страдающий аутизмом.
В 1975 году Власова поступила на филологический факультет Московского государственного педагогического университета имени Ленина. В 1979 году работала в Алжире переводчиком, самостоятельно изучила арабский язык и затем овладела им профессионально.
В 1982 году работала в Союзе писателей СССР в качестве консультанта Советского комитета по связям с писателями стран Азии и Африки. С 1996 до 2006 год работала старшим научным сотрудником в Институте мировой литературы им. А. М. Горького РАН.
Опубликовала более 60 книг, статей и переводов с французского и арабского языков. В декабре 2019 года в Дохе (Катар) была отмечена международной премией имени шейха Хамада за перевод и взаимопонимание между народами.
В 2008 году Ольга Власова, чей сын Фёдор страдал аутизмом, начала работать в одном из первых в России центров, занимавшихся проблемами аутизма, — Центре психолого-медико-социального сопровождения детей и подростков Департамента образования города Москвы. С 2016 года она занимала должность методиста школьно-дошкольного отделения Федерального ресурсного центра МГППУ.
Власова является основателем первого русскоязычного интернет-ресурса http://autist.narod.ru/, где родительское и профессиональное сообщество могло в популярной познавательной форме узнать об аутизме. С 2003 года Ольга Власова была создателем и членом редакционной коллегии научно-практического журнала «Аутизм и нарушения развития». Написала более 10 работ по теме расстройств аутистического спектра.
В начале 2020 года, после возвращения из поездки с сыном Фёдором в Эстонию, у Ольги Александровны обострилось заболевание печени, и она была госпитализирована в Боткинскую больницу, где 24 января и скончалась. Похоронена на Ваганьковском кладбище.

## Основные работы
Монографии
- История национальных литератур стран Магриба. Алжир, Марокко, Тунис: в 3 кн. Кн.2: Литература Марокко / О. А. Власова, А. Б. Дербисалиев, С. В. Прожогина, Институт востоковедения РАН. — М.: Наука, 1993 . — 319 с. — (Истории литератур Востока).

Статьи
- Музыка Тлемсена. Журнал «Азия и Африка сегодня», 1981, № 5, с. 55.
- К вопросу о семантике образа змеи в арабской культуре // Слово и мудрость Востока. Литература. Фольклор. Культура. М., Наука, 2006. С. 145—155.
- Образ исламского шейха и отражение проблем современного ислама в магрибинском романе на арабском языке //Религии в развитии литератур Азии и Африки. М., Наука, 2006. С. 255—291.
- Алжирская женщина и проблемы эмансипации (по произведениям алжирского писателя Абдельхамида Бенхеддуги) // Женщина Востока в литературе и обществе. М., ИВ РАН, 2007. С. 72-86.
- Демонология в Коране и в арабской народной литературе// Восточная демонология: от народных верований к литературе. М., Наследие, 1998, с. 258—286.
- Арабоязычная литература Марокко// Королевство Марокко (справочник), М., 1991, с. 206—213.
- Театр Саадаллы Ваннуса//Памир, Душанбе, 1989, № 4, с. 147—154.
- Франкоязычные литературы стран Магриба//Изучение литератур Востока. Россия, XX век. М., 2002, с. 545—556 (совместно с И. Д. Никифоровой).
- Литературная и культурная жизнь в Марокко в 90-е гг. (по материалам газеты «Байан аль-йаум»//Литературы Азии и Африки. Опыт XX века. М., Наследие, 2002, с. 110—118.
- Алжирские писатели о проблемах арабизации в Алжире: за и против// IX конференция африканистов. Африка в контексте отношений Север-Юг. М., 2002, с. 184—185.
- Алжирские писатели против гражданской войны и террора (конец ХХ — начало XXI века) // X конференция африканистов. Безопасность Африки: внутренние и внешние аспекты. Тезисы. М., 2005. С. 88.
- Хасаис татаввари-л-фанн ар-ривайи ал-арабий фи бульдани-ль-Магриб (мархаля 80-90)(Особенности развития магрибинского арабоязычного романа в 80-90-е годы)// Ас-сакафата аль-арабийа уа-р-русийа аль-йаум (би-аклам русийа), Дамаск, аль-Мада, 2006. С. 195—217 (на арабск. яз.).
- О современной саудовской драматургии // За дюнами. Антология современной саудовской литературы. М., Восточная литература, 2009. С. 331—333.
- Семантика мотива землетрясения в североафриканском романе // Символика природных стихий в восточной словесности. М., ИМЛИ РАН, 2010. С.352-363.
- Магрибинский арабоязычный роман // История романных форм в литературах Африки. М., Восточная литература, 2010. С. 152—197.
- Развитие романа в литературе Судана (совм. с З. А. Намитоковой, Л. М. Степановым) // История романных форм в литературах Африки. М., Восточная литература, 2010. С. 272—282.
- Восприятие концепций М. М. Бахтина современной марокканской критикой//Русская литература в странах Азии и Африки. М., ИМЛИ РАН, 2014, с. 274—292

Переводы с арабского
- Джихад Салих (Палестина). От этой войны не уйдёшь. Обещанный подарок. (рассказы). Перевод с арабского О. А. Власовой. Журнал «Азия и Африка сегодня», 1983, № 6, с. 50-52.
- Поэты Северной Африки. Составление, комментарии, подстрочные переводы. М., Молодая гвардия, 1986.
- Две новеллы из Кувейта: Лейла Осман «Чашка», Сулейман аш-Шаты «Голос в ночи», перевод с арабского О. А. Власовой. Литературная газета, 11 июня 1986 года, 3 24 (5090), с. 15.
- Абдельхамид Бенхеддуга (Алжир). Прозрение. Роман. Перевод с арабского О. Власовой и Дм. Микульского // Избранные произведения. М., Радуга, 1987.
- Мухаммед Зефзаф (Марокко)Проводник. Рассказ. Перевод с арабского О. А. Власовой. Альманах Весь свет, М., 1988.
- Муин Бсису (Палестина). Возвращение птицы. Перевод с арабского О. А. Власовой. М., Детская литература, 1989.
- Самир Абдельбаки (Египет). Сказка про кота. Перевод с арабского О. А. Власовой // Спроси свою мечту. Повести, рассказы, стихи, сказки писателей Азии и Африки. М., Детская литература, 1989. С. 146—159.
- Мустафа аль-Мдаини (Тунис). Уход в кровавое время. Перевод с арабского О. А. Власовой // Десять лет и одна ночь. Современная тунисская проза. М., Радуга, 1989.
- Рассказы марокканских писателей (Идрис аль-Хури, Мустафа аль-Меснави, Мухаммед Беррада, Идрис ас-Сагир, Мухаммед Зефзаф). Перевод с арабского О. Власовой // Литературная панорама «Африка». Выпуск 11, М., Художественная литература, с. 511—546.
- Современная алжирская поэзия. Составление, комментарии, подстрочные переводы. М., Наука, 1990.
- Абдаллах Абдельджеббар (Саудовская Аравия). Немые дьяволы. Пьеса. Перевод с арабского О. Власовой	// За дюнами. Антология современной саудовской литературы. М., Восточная литература, 2009.
- Мильха Абдаллах (Саудовская Аравия). Тайна талисмана. Пьеса. Перевод с арабского О. Власовой	// За дюнами. Антология современной саудовской литературы. М., Восточная литература, 2009.
- Раджа Алим (Саудовская Аравия). Последняя смерть актёра. Пьеса. Перевод с арабского О. Власовой // За дюнами. Антология современной саудовской литературы. М., Восточная литература, 2009.
- Ахмед аль-Мулла (Саудовская Аравия). Суфлёр. Пьеса. Перевод с арабского О. Власовой // За дюнами. Антология современной саудовской литературы. М., Восточная литература, 2009.
- Мухаммед аль-Усайм (Саудовская Аравия). Голодные годы. Пьеса. Перевод с арабского О. Власовой // За дюнами. Антология современной саудовской литературы. М., Восточная литература, 2009.
- Сами ан-Насрави (Ирак). Жемчужина Востока. Роман. Перевод с арабского, составление О. А. Власовой // Современная иракская проза — СПб., Светоч, 2016.
- Ат-Тахир Ваттар (Алжир). Рыбак и дворец. Роман. Перевод с арабского О. Власовой. Екатеринбург, Ridero, 2019.
- Мухаммад Шукри (Марокко). Голый хлеб. Роман, первая часть автобиографической трилогии. Перевод с арабского О. Власовой, Екатеринбург, Ridero, 2019.
- Мухаммед Зефзаф (Марокко). Женщина и роза. Повесть и рассказы. Перевод с арабского О. Власовой, Екатеринбург, Ridero, 2019.
- Мубарак Раби (Марокко). Добрые люди. Роман. Перевод с арабского О. Власовой, Екатеринбург, Ridero, 2019.

Переводы с французского
- Поэты Западной Африки. Составление, комментарии, подстрочные переводы. Совм. с Е. А. Ряузовой, Л. Д. Яблочковым. М., Молодая гвардия, 1983.
- Клод-Этьен Савари. Краткое жизнеописание Мухаммеда. Пер.с франц. , введение и комментарий О. А. Власовой //Литературный Азербайджан, Баку, 1991, № 1, с. 88-107, № 2, с.91-118, № 3, с. 89-115.
- Шахинлер Метер. Кемализм: зарождение, влияние, актуальность и его социальная сущность. Перевод с французского О. А. Власовой. М., Московский писатель, 1998, 448 с.
- Дагрон Ж. Формы и функции языкового плюрализма в Византии (IX—XII вв.). Перевод с французского О. А. Власовой // Сборник «Чужое: опыты преодоления. Очерки из истории культуры Средиземноморья», под редакцией Р. М. Шукурова. Москва, Алетейа, 1999, СС. 160—193.
- Из «Старинной кабильской поэзии» (сост. М. Маммери). Перевод с французского О. А. Власовой, С. В. Прожогиной // Антология берберской литературы (Кабилы) в 4-х частях, том 1-2, Москва, ИВ РАН, 2001, с. 150—262. ISBN 5-89282-174-9/
- Т. Бекри (Тунис) «В начале была боль…» Перевод с французского О. А. Власовой // Поэзия Тахара Бекри (французско-русская антология). М., ИВ РАН, 2002. С. 180—217.
- Пьер Феррари. Детский аутизм. Перевод с французского О.Власовой, М., РОО Образование и здоровье, 2006.
- М. Т. Джавери. Между латынью и итальянским, между филологией и генетической критикой: Латинская рукопись Петрарки 3196, хранящаяся в Ватикане (перевод с французского О. А. Власовой)// Мультилингвизм и генезис текста: лингво-культурный аспект. Материалы международного симпозиума 3-5 октября 2007. -М.: ИМЛИ РАН, 2010, с. 32-43.
- Д. Феррер «Поминки по Финнегану» («Finnegans Wake»), или многоязычное творчество (перевод с французского О. А. Власовой)// Мультилингвизм и генезис текста: лингво-культурный аспект. Материалы международного симпозиума 3-5 октября 2007. -М.: ИМЛИ РАН, 2010, с. 99-104.
- Н. Кавайес. Процесс письма и непереводимое. Многоязычие и генезис «Уроков распада» («Précis de Décomposition») Чорана (перевод с французского О. А. Власовой), сс. 105—116.
- К. Монтини. Билингвизм Беккета и генезис «Мерсье и Камье» (перевод с французского О. А. Власовой)// Мультилингвизм и генезис текста: лингво-культурный аспект. Материалы международного симпозиума 3-5 октября 2007. -М.: ИМЛИ РАН, 2010, с. 117—130.
- А. Санна. Язык чувств у Поля Валери (перевод с французского О. А. Власовой)// Мультилингвизм и генезис текста: лингво-культурный аспект. Материалы международного симпозиума 3-5 октября 2007. -М.: ИМЛИ РАН, 2010, с. 131—141.
- К. Риффар. Изучение двуязычных мальгашских рукописей Ж.-Ж. Рабеаривело (перевод с французского О. А. Власовой)// Мультилингвизм и генезис текста: лингво-культурный аспект. Материалы международного симпозиума 3-5 октября 2007. -М.: ИМЛИ РАН, 2010, с. 142—154.
- К. Беранже. Французские тексты Марины Цветаевой (перевод с французского О. А. Власовой)// Мультилингвизм и генезис текста: лингво-культурный аспект. Материалы международного симпозиума 3-5 октября 2007. -М.: ИМЛИ РАН, 2010, с. 229—242.
- С. Куртин-Денами. Многоязычие и генезис текстов в «Дневнике мысли» Ханны Арендт (перевод с французского О. А. Власовой)// Мультилингвизм и генезис текста: лингво-культурный аспект. Материалы международного симпозиума 3-5 октября 2007. -М.: ИМЛИ РАН, 2010, с. 286—296.
- Поль Балланфа. Контроверсии по поводу роли воображения: Ибн аль-Араби и кубравиты (перевод с французского О. А. Власовой)// Ишрак: ежегодник исламской философии: 2016. № 7. — М. : Наука — Вост. лит., 2016, с. 254—269.
- Клод Аддас. К вопросу о понятии ахль аль-бейт у Ибн аль-‘Араби. Перевод с французского О. А. Власовой // Ишрак: ежегодник исламской философии: 2017. № 8. — М. : Наука — Вост. лит., 2017, с. 210—224.